# Liga Somaliei
Liga Somaliei este primul eșalon din sistemul competițional fotbalistic din Somalia.

## Echipe
- Alba CF (Alba)
- Badbaado (Mogadishu)
- Banaadir Telecom FC (Mogadishu)
- Bariga Dhexe (Bari)
- Dekedaha (Mogadishu)
- Elman FC (Mogadishu)
- Feynuus (Mogadishu)
- Jamhuuriya TB (Gaalkacyo)
- SITT Daallo (Mogadishu)
- Super Shell (Mogadishu)
- TOP FC (Mogadishu)

## Foste campioane
| - 1967 : Somali Police (Mogadishu) - 1968 : Hoga (Mogadishu) - 1969 : Lavori Publici (Mogadishu) - 1970 : Lavori Publici (Mogadishu) - 1971 : Lavori Publici (Mogadishu) - 1972 : Horseed FC (Horseed) - 1973 : Horseed FC (Horseed) - 1974 : Horseed FC (Horseed) - 1975 : Mogadiscio Municipality - 1976 : Horseed FC (Horseed) - 1977 : Horseed FC (Horseed) - 1978 : Horseed FC (Horseed) - 1979 : Horseed FC (Horseed) | - 1980 : Horseed FC (Horseed) - 1981 : Lavori Publici (Mogadishu) - 1982 : Wagad (Mogadishu) - 1983 : National Printing Agency (Mogadishu) - 1984 : Marine Club (Mogadishu) - 1985 : Wagad (Mogadishu) - 1986 : Mogadiscio Municipality - 1987 : Wagad (Mogadishu) - 1988 : Wagad (Mogadishu) - 1989 : Mogadiscio Municipality - 1990 : Jadidka - 1991-93 : nu s-a disputat - 1994 : Morris Supplies (Mogadishu) | - 1995 : Alba CF (Alba) - 1996-97 : nu s-a disputat - 1998 : Ports Authority (cunoscut ca Dakadaha Naadiga) - 1999 : Banaadir Telecom FC (Mogadishu) - 2000 : Elman FC (Mogadishu) - 2001 : Elman FC (Mogadishu) - 2002 : Elman FC (Mogadishu) - 2003 : Elman FC (Mogadishu) - 2004-06 : Banaadir Telecom FC (Mogadishu) - 2007 : Elman FC (Mogadishu) - 2008 : Elman FC (Mogadishu) - 2009 : Banaadir Telecom FC (Mogadishu) |

## Performanțe după club
| Club                     | Oraș      | Titluri | Ultimul titlu |
| ------------------------ | --------- | ------- | ------------- |
| Horseed FC               | Horseed   | 6       | 1980          |
| Elman FC                 | Mogadishu | 6       | 2008          |
| Lavori Publici           | Mogadishu | 4       | 1981          |
| Wagad                    | Mogadishu | 4       | 1988          |
| Mogadishu Municipality   | Mogadishu | 3       | 1989          |
| Banaadir Telecom FC      | Mogadishu | 2       | 2009          |
| Hoga                     | Mogadishu | 1       | 1968          |
| Alba CF                  | Alba      | 1       | 1995          |
| Ports Authority          | Mogadishu | 1       | 1999          |
| Jadidka                  |           | 1       | 1990          |
| Marine Club              | Mogadishu | 1       | 1984          |
| Morris Supplies          | Mogadishu | 1       | 1994          |
| National Printing Agency | Mogadishu | 1       | 1983          |
| Somali Police            | Mogadishu | 1       | 1967          |

## Golgeterii ligii
| Nume             | Club                | Meciuri | Goaluri |
| ---------------- | ------------------- | ------- | ------- |
| Cisse abshir     | Elman               | 142     | 84      |
| mohamed ali      | Banaadir telecom FC | 149     | 75      |
| ahmed balan      | wagad               | 137     | 74      |
| mohamud salan    | alba FC             | 120     | 64      |
| Ali dalka        | Horseed FC          | 142     | 60      |
| nur daud         | Elman FC            | 117     | 57      |
| Abdifatah        | Alba FC             | 110     | 56      |
| Abdi karim       | morris supplies     | 100     | 47      |
| ayub ali         | hoga                | 84      | 32      |
| fuad suleyman    | Horseed FC          | 67      | 31      |
| mohamed abdiwali | Alba FC             | 58      | 23      |